# Assedio di Costantinopoli (1204)
L'assedio di Costantinopoli, o anche Sacco di Costantinopoli, fu combattuto tra crociati e bizantini dal 9 al 13 aprile del 1204, al culmine della Quarta Crociata. Gli eserciti crociati saccheggiarono Costantinopoli, che venne fatta capitale dell'Impero latino, noto ai greci come Francocrazia.
Dopo il sacco della città la maggior parte dei territori fu divisa tra i crociati. Alcuni uomini di spicco bizantini stabilirono anche una serie di piccoli stati superstiti, tra cui l'Impero di Nicea e il Despotato d'Epiro, che alla fine avrebbero riconquistato Costantinopoli nel 1261. Tuttavia, l'Impero ricostituito non riuscì mai a raggiungere nuovamente la sua precedente forza militare ed economica e fu definitivamente annesso dall'Impero ottomano nel 1453.
Il sacco di Costantinopoli è considerato una svolta importante nella storia medievale. La decisione dei crociati di attaccare la più grande città cristiana del mondo fu senza precedenti e molto controversa. Le notizie di saccheggi e brutalità dei crociati scandalizzarono e inorridirono il mondo ortodosso; le relazioni tra la chiesa cattolica e quella ortodossa furono irrimediabilmente compromesse per gran parte dei secoli successivi e non sarebbero state sostanzialmente riparate fino ai tempi moderni. Inoltre, il sacco di Costantinopoli ebbe come conseguenza la recisione definitiva degli ultimi legami di Venezia con l'Impero Bizantino, la quale a seguito di questi avvenimenti divenne formalmente uno stato totalmente indipendente.

## Antefatto
Alessio IV Angelo, salito al trono dei basileis insieme al padre Isacco II Angelo grazie all'aiuto militare dei crociati con l'assedio di Costantinopoli (1203), doveva ai veneziani e crociati il pagamento promesso per l'aiuto ricevuto. Tuttavia l'usurpatore Alessio III Angelo, quando si era reso conto che Costantinopoli era perduta, riuscì a scappare in Grecia con la maggior parte del tesoro imperiale. Alessio IV, non avendo più il denaro per aiutare i crociati, fu costretto a sottoporre la popolazione bizantina ad una fortissima tassazione. Nel frattempo i crociati, spazientitisi per il ritardo nel pagamento, iniziarono a saccheggiare i pressi di Costantinopoli, dando così inizio a scontri con la popolazione bizantina; era chiaro oramai che Alessio IV aveva perso il controllo della situazione.
Roberto de Clari, nel suo resoconto, chiarisce in modo inequivocabile il punto a cui erano giunti i rapporti tra i crociati e Alessio. Il doge Dandolo, prima che i crociati gli si scagliassero contro, avvertì il nuovo basileus di stare "attento che noi ti abbiamo tratto da grave prigionia: noi ti abbiamo fatto signore e incoronato imperatore" (…) "ti abbiamo cavato dalla merda e nella merda ti ributteremo" (…) "e io ti sfido, e sappi che ti procurerò tanto male quanto potrò, da oggi in avanti".
Nella capitale bizantina iniziò a tirare aria di cospirazione e di questa situazione approfittò il protovestiario Alessio V Ducas, detto Murzuflo, un potente nobile bizantino proveniente dalla famiglia imperiale dei Ducas. Alessio Murzuflo si adoperò per ottenere l'appoggio della nobiltà bizantina nella salita al trono, poi, l'8 febbraio 1204 irruppe nel palazzo imperiale avvisando Alessio IV del divampare di una rivolta. Questi si fece convincere ad uscire dal palazzo dove i sicari lo aspettavano per assassinarlo.
Anche Isacco II, il co-imperatore, morì durante la notte, a seguito di cause misteriose, probabilmente assassinato, ma non si esclude che sia morto, per ironia della sorte, di morte naturale. Alessio Murzuflo raggiunse quindi la Basilica di Santa Sofia e si fece incoronare dal patriarca Giovanni X Camatero imperatore bizantino, col nome di Alessio V Ducas.
Alessio V sparse la voce che il predecessore fosse morto soffocato nella notte e lo fece seppellire con tutti gli onori destinati a un basileus, fingendo addirittura di piangerlo.

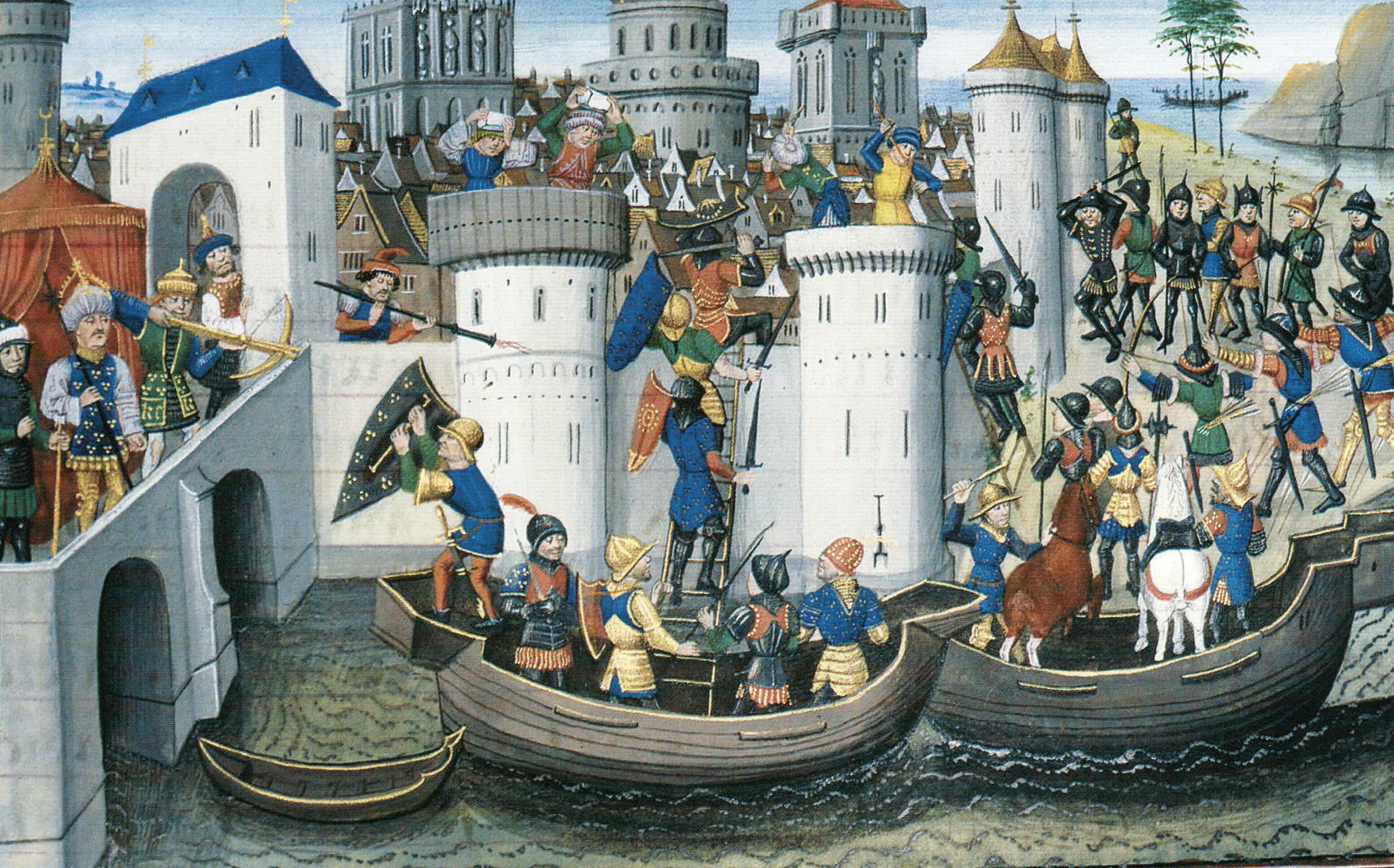
Il 12 aprile 1204.

Il lutto del nuovo regnante non convinse però i principali sostenitori dei precedenti imperatori, ovvero le armate della quarta crociata e la flotta della Repubblica di Venezia, che si trovavano a Costantinopoli su richiesta dei due Angelo, dopo aver permesso ad Alessio IV di conquistare il potere scacciando suo zio Alessio III.
La popolazione di Costantinopoli non appoggiò subito il nuovo sovrano, infatti venne acclamato imperatore Nicola Canabo a minaccia della sua stessa vita se si fosse rifiutato di accettare la carica, ma, per togliere di mezzo l'usurpatore, Alessio V non esitò a inviare le sue guardie variaghe e a gettarlo in prigione.
I latini, dal canto loro, sospettando a ragione che Alessio V fosse il responsabile della morte di Alessio IV, lo accusarono di avere usurpato il trono. In risposta, Alessio V chiuse i negoziati con i crociati e con la Repubblica di Venezia, rifiutandosi di rispettare le promesse di aiuti e finanziamenti alla spedizione che il suo predecessore aveva fatto ai capi della crociata per ottenerne l'appoggio e conquistare il trono.
Il nuovo sovrano fece rinforzare le mura e alzare la guardia sulle mura Teodosiane. Queste misure, insieme alle posizioni assunte nei confronti dei latini da Alessio, che era inoltre contrario alla riunificazione tra la chiesa ortodossa e quella cattolica promessa nei precedenti accordi e considerava i crociati nemici dell'Impero, gli fecero in breve guadagnare credito tra i suoi sudditi.
Dopo questi avvenimenti, i capi latini, tra cui si distinse per determinazione soprattutto l'anziano doge di Venezia, Enrico Dandolo, pianificarono la conquista della città e la spartizione dell'impero. Scoppiò la guerra: lo scontro più importante fu quello tra Enrico di Fiandra e Alessio V. Enrico aveva armato un esercito per razziare Filea, sul Mar Nero; mentre i crociati tornavano all'accampamento, lungo la strada furono attaccati in un'imboscata da Alessio V: la retroguardia comandata direttamente da Enrico fu presa di sorpresa. Fu una battaglia aspra il cui esito fu tuttavia una sconfitta per i bizantini, che oltre a essere battuti persero anche il vessillo imperiale ed un'icona d'oro della Vergine portata sempre in battaglia come protezione; l'icona, che era arricchita da pietre preziose incastonate, fu portata a Citeaux.
Al ritorno, Alessio annunciò ai suoi sudditi la vittoria, e a coloro i quali gli domandavano dove fosse l'icona e il vessillo, rispose che erano stati messi al sicuro. Quando queste voci giunsero al campo dei crociati, questi caricarono il vessillo e l'icona su una nave veneziana, issandoli in modo che gli abitanti di Costantinopoli potessero vederli e sapere della menzogna del loro imperatore.

## L'assedio

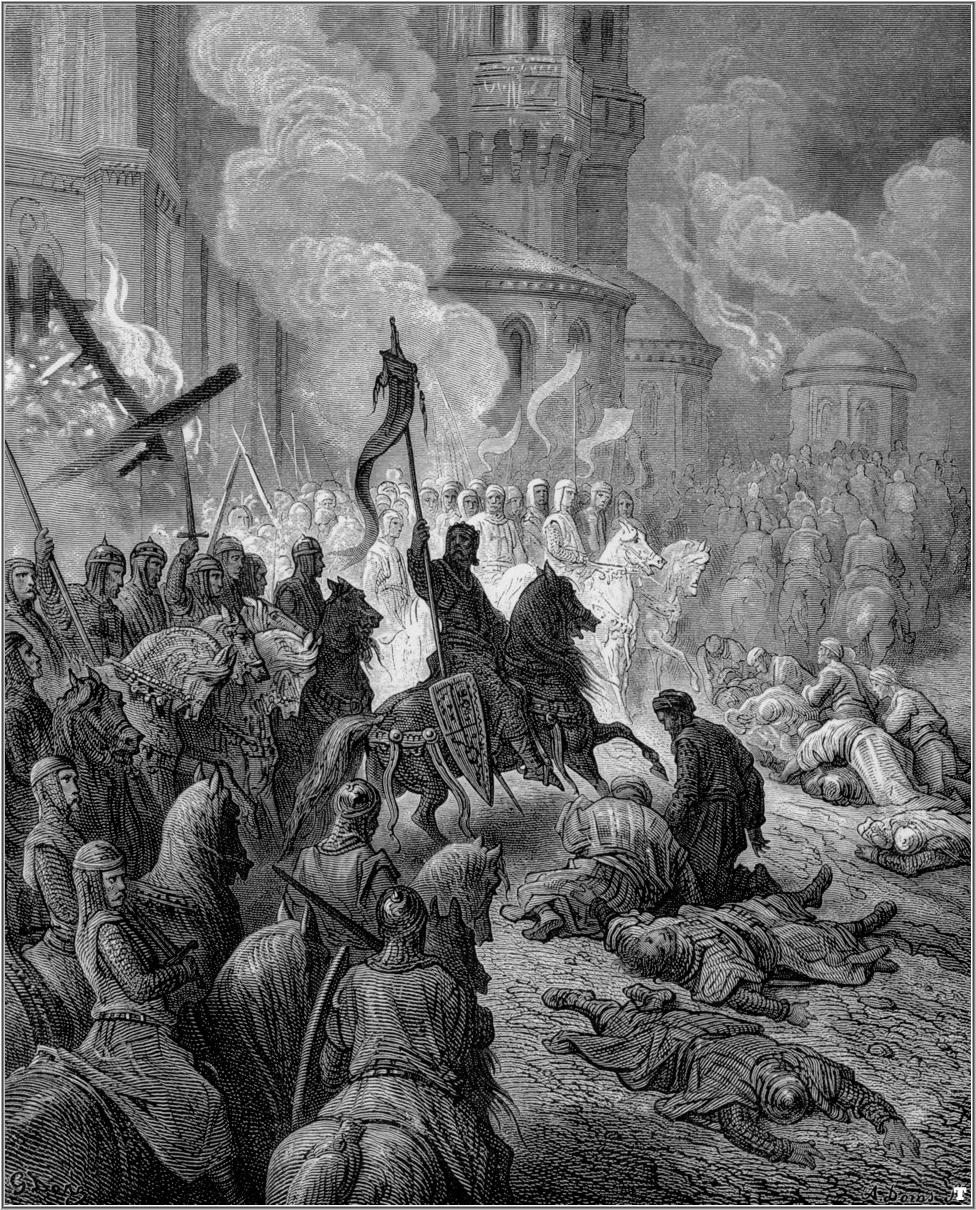
L'entrata dei crociati a Costantinopoli in un'incisione di Gustave Doré.

Il primo attacco dei crociati venne sferrato il 9 aprile 1204, ma fu respinto e procurò solo forti perdite. Il 12 aprile venne compiuto un nuovo tentativo e questa volta i veneziani ricorsero ad uno stratagemma. Avevano unito con delle funi le navi da trasporto più grandi, in modo che si sostenessero a vicenda durante l'assalto alle torri. A causa del rafforzarsi del vento proveniente da nord, il beccheggio di una delle navi spinse a tal punto in avanti l'albero maestro o il castello di prua, che il veneziano Piero Alberti, che si trovava su un "ponte volante" costruito su delle piattaforme, saltò sulle mura di una torre nemica, ma fu subito ucciso. Assieme a lui c'era un francese, André Dureboise, che riuscì a piantare una fune intorno ai merli della torre, permettendo ad altri veneziani e crociati di calarsi dall'alto e occupare le mura. Poco tempo dopo le porte della città vennero aperte dagli attaccanti penetrati all'interno e per Costantinopoli non ci fu più scampo.
Alessio V s'era rifugiato con alcune truppe nel suo palazzo imperiale. Nella notte, forse perché temevano un attacco di sorpresa, alcuni crociati tedeschi appiccarono il fuoco a delle case e nuovamente l'incendio divampò in città. Vista l'impossibile situazione, Alessio V si dette alla fuga. Durante quella notte dove regnava il caos a Costantinopoli, visto che l'imperatore era scappato, fu eletto imperatore Costantino XI Lascaris, che ordinò una sortita contro i crociati, guidata dal fratello del nuovo imperatore, il generale bizantino Teodoro I Lascaris (futuro imperatore di Nicea) non ebbe successo alcuno. 
Il giorno dopo ebbe inizio il grande saccheggio che, come tramandano i cronisti, non aveva avuto simile in tutta la storia dell'umanità. La violenza dei crociati, che non risparmiarono neppure i bambini, era dovuta anche al terribile Massacro dei Latini del 1182, quando erano stati eliminati quasi tutti i 60000 abitanti latini di Costantinopoli, donne e bambini compresi. I 4000 superstiti furono venduti ai turchi come schiavi. Mentre Bonifacio di Monserrat occupava il palazzo imperiale che, secondo il sopracitato Roberto de Clari, aveva ben 500 stanze tutte riccamente addobbate e ben trenta cappelle, gli scatenati crociati entravano nelle case ed asportavano qualsiasi cosa di valore che avessero trovato, dopo aver ucciso chiunque si trovasse dentro. Tutte le chiese vennero spogliate dei vasi sacri, delle immagini, dei candelabri e quanto non si poteva asportare veniva semplicemente distrutto.
Anche la Basilica di S. Sofia venne completamente saccheggiata, l'altare venne spezzato, gli arazzi fatti a pezzi. Niceta Coniata, cronista dell'epoca e testimone oculare, tramanda che una prostituta, seduta sul trono del patriarca, cantava strofe oscene e poi si mise a ballare.  Mentre i veneziani si concentravano su quelle cose che avevano un grande valore, i francesi arraffavano tutto quello che luccicava e si fermavano solo per ammazzare e violentare. Le cantine vennero depredate e la città era piena di soldataglia avvinazzata che trucidava chiunque trovasse lungo il cammino. Cittadini venivano torturati perché rivelassero dove avevano nascosto i loro valori. I conventi vennero presi d'assalto, le monache stuprate. Le donne venivano violentate e subito dopo uccise, e i bambini giacevano in pozze di sangue per le strade, nudi, già morti o morenti. L'inferno durò per tre giorni interi.
Infine i comandanti degli assalitori intervennero, dettero ordine di cessare il saccheggio (tanto ben poco era rimasto da depredare) ed ordinarono che qualsiasi bottino doveva essere portato in tre chiese e sorvegliato da fidati crociati e veneziani. Questo perché il contratto prevedeva la spartizione dei beni saccheggiati: tre ottavi ai veneziani, tre ottavi ai crociati; il restante quarto era destinato al futuro imperatore. Fra l'altro i veneziani portarono a casa i quattro cavalli di bronzo - un tempo situati a Roma su un arco trionfale e poi trasportati nell'Ippodromo - che ornano (attualmente in copia, gli originali sono conservati all'interno) la basilica di San Marco, l'icona della Madonna Nicopeia e molte preziose reliquie che ancora sono serbate nel tesoro di San Marco. I 4000 sopravvissuti erano principalmente donne, che vennero consegnate nude ai Turchi, e bambini poi venduti come schiavi. Così ebbe fine la quarta crociata che istituita con l'intenzione di combattere i saraceni, aggredì e saccheggiò unicamente paesi cristiani.

## Conseguenze

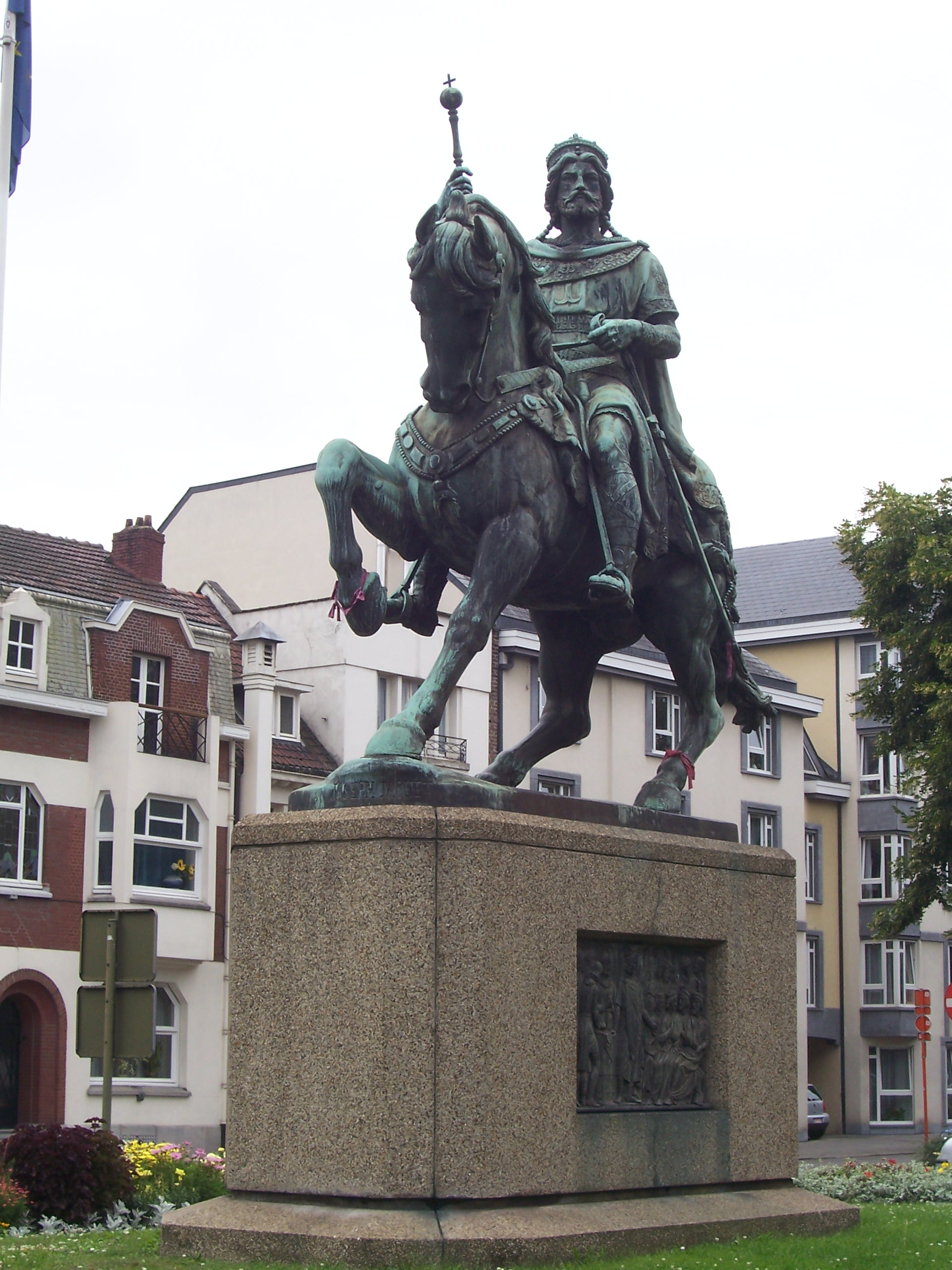
Monumento dedicato a Baldovino I di Costantinopoli a Mons in Belgio.

Terminata la strage ed il saccheggio si venne alla spartizione del bottino che alcuni storici calcolano di circa 900000 marche imperiali d'argento, oggi equivalente a molte centinaia di milioni di Euro. Il calcolo è però difficile perché molti degli oggetti artistici depredati hanno un valore incalcolabile. Poi si passò all'elezione dell'imperatore latino. Bonifacio del Monferrato sperava sempre di essere eletto ma trovò la forte opposizione dei veneziani. Infine crociati e veneziani furono d'accordo nell'eleggere il conte Baldovino IX di Fiandra che prese possesso del trono di Costantinopoli. Parte del regno però andò a Venezia, secondo quanto previsto dal contratto.
Per ampliare la propria potenza marittima Venezia reclamò ed ottenne la costa occidentale della Grecia, tutto il Peloponneso (Morea), Nasso, Andro, Negroponte (oggi Eubea), Gallipoli (Turchia), Adrianopoli e i porti della Tracia sul Mar di Marmara. Da allora il Doge assunse il titolo di Dominus quartae partis et dimidiae totius Imperii Romaniae, cioè Signore di un quarto e mezzo dell'Impero Romano d'Oriente, che i dogi continueranno a portare fino al 1356 (secondo Zorzi, qualcuno notò che il doge era "più imperatore dello stesso imperatore", poiché quest'ultimo regnava solo su un quarto dell'Impero). I veneziani pretesero anche tre ottavi della città di Costantinopoli ed occuparono il quartiere dove è oggi ubicata l'Hagia Sophia, ex Basilica di Santa Sofia. A ricoprire la carica di patriarca venne nominato il nobile veneziano Tommaso Morosini. Baldovino fu incoronato in pompa magna il 16 maggio 1204 nella Basilica di Santa Sofia.
Alla notizia degli orrori compiuti e della barbarie dimostrata dai crociati Innocenzo III rimase esterrefatto. Inorridito scrisse lettere a Costantinopoli deplorando e condannando che, senza il suo sapere, Stato e Chiesa erano stati divisi; ma ciò non cambiò la situazione. Il suo dispiacere crebbe ancora quando venne a sapere che il suo proprio legato, Pietro di San Marcello, aveva svincolato i crociati dalla promessa di liberare Gerusalemme. La crociata da lui predicata ed indetta si era tramutata in guerra contro stati cristiani. Le atrocità commesse dai crociati durante il saccheggio di Costantinopoli non contribuirono certamente a migliorare i già difficili rapporti fra la chiesa ortodossa e quella cattolica di Roma, già di fatto separate a seguito del Grande Scisma del 1054.
Il 4 maggio 2001 Giovanni Paolo II porse le sue scuse all'arcivescovo ortodosso di Atene Christódoulos e ai vescovi della Grecia per i peccati commessi dai crociati in occasione della Quarta crociata, che nel 1204 si mosse contro Costantinopoli anziché verso la Terra santa.